# Factorum et dictorum memorabilium libri IX
Il Factorum et dictorum memorabilium libri IX (Nove libri di fatti e detti memorabili) è l'opera più importante dello scrittore latino Valerio Massimo. 
È divisa in nove libri, un repertorio di exempla positivi e negativi descritti attraverso il comportamento di personaggi famosi, racchiusi in 95 rubriche. L'opera presenta due sezioni: nella prima appare l'esemplificazione romana, nell'altra quella relativa ai popoli stranieri. 

## Contenuto

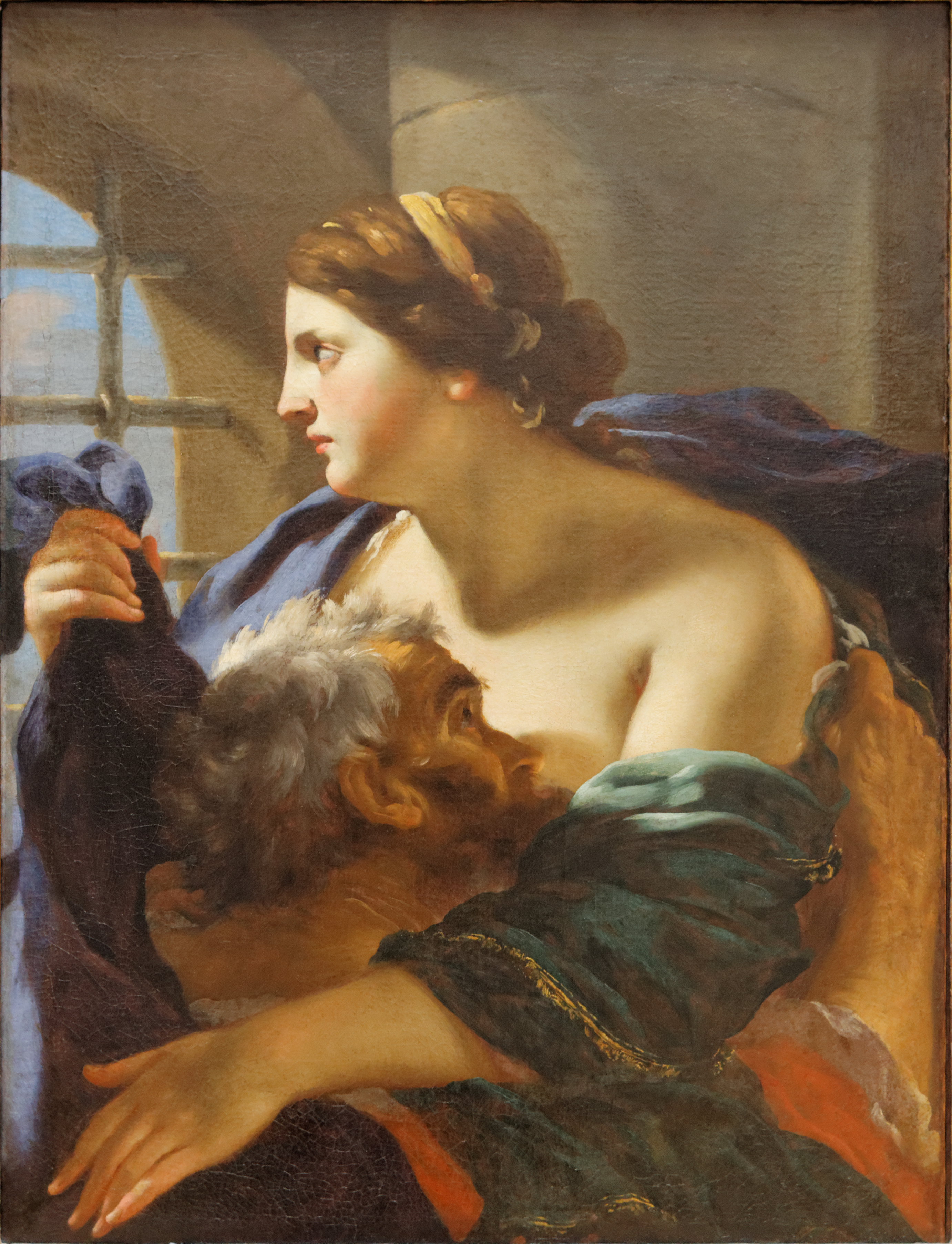
La Caritas romana è un celebre exemplum riportato nell'opera.

La prima parte è caratterizzata dall'esaltazione dell'esercito, delle istituzioni, delle virtù politiche e pratiche; nell'ultima parte si parla dei vizi, mentre nella prefazione trova posto l'apologia di Tiberio.
Caratteristica fondamentale è l'elogio della tradizione repubblicana: Valerio Massimo elogia infatti Catone l'Uticense (che incarna il valore della libertas) e condanna invece Livio Druso, che ha seminato discordia nella Res publica. Per i cesaricidi Bruto e Cassio vi è una valutazione in parte positiva, in quanto incarnano le virtù catoniane, in parte negativa in quanto sono comunque degli assassini. Si elogiano i conservatori e si condannano i demagoghi. 
Data la particolare struttura, è verosimile che l'opera fosse scritta per un pubblico non particolarmente dotto, forse per le scuole di retorica - non a caso, tra i moderni è particolarmente usata per l'apprendimento del latino. Pare dunque che lo scopo dell'autore non fosse quello di competere con altri storici, ma di fornire ad un pubblico colto una serie di spunti aneddotici di carattere morale. Il paragone delle virtù romane e straniere va sicuramente a favore delle prime: i romani sono superiori dal punto di vista sia materiale sia morale.
Le fonti sono Cicerone, Sallustio, Livio, oltre a compilazioni analoghe all'opera di Massimo e ad essa precedenti, come quelle di Pomponio Rufo o Cornelio Nepote.

## Traduzioni italiane
- De i detti et fatti memorabili tradotto di latino in toscano da Giorgio Dati fiorentino, Roma, per Antonio Blado d'Asola, 1539.
- Detti e fatti memorabili, a cura di Rino Faranda, Torino, UTET, 1971.
- Fatti e detti memorabili, Traduzione e note di Luigi Rusca, 2 voll., Milano, Rizzoli, 1972 («Biblioteca Universale Rizzoli», 2481-2483, 2484-2487).